# Refrigeratore di Einstein-Szilárd

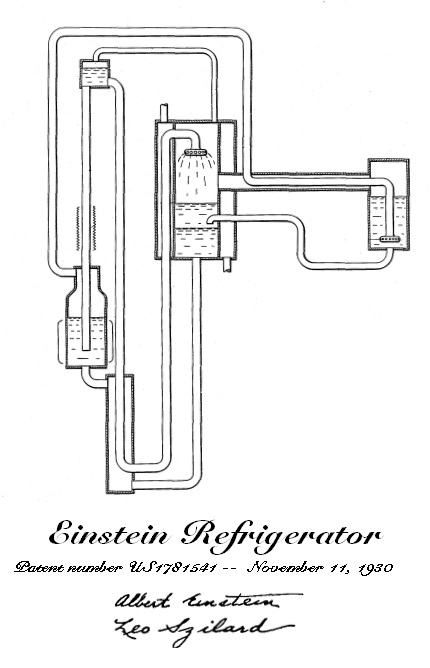
La richiesta di brevetto di Einstein e Szilárd

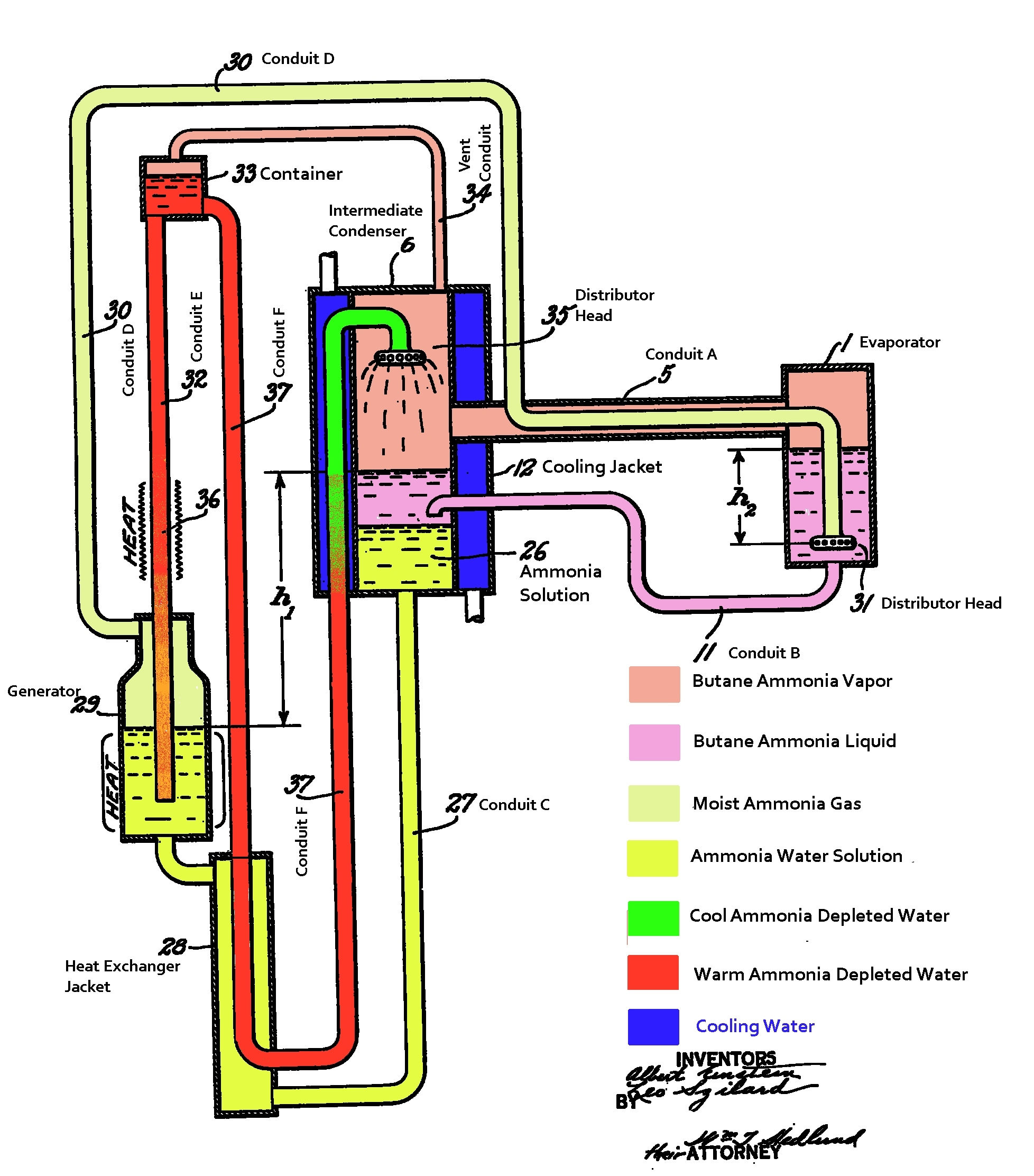
Disegno del brevetto con annotazioni

Il refrigeratore di Einstein–Szilárd è un frigorifero ad assorbimento privo di parti mobili, che funziona a pressione costante e che per il suo funzionamento richiede esclusivamente una fonte di calore. Fu inventato nel 1926 congiuntamente da Albert Einstein e dal suo allora studente Leó Szilárd, il quale lo brevettò negli Stati Uniti l'11 dicembre 1930.
Si tratta di un progetto alternativo del dispositivo inventato nel 1922 dagli svedesi Baltzar von Platen e Carl Munters.

## Storia
Dal 1926 al 1934 Einstein e Szilárd collaborarono a migliorare la tecnologia della refrigerazione domestica, motivati dalla notizia di un incidente nel quale i componenti di una famiglia di Berlino erano stati uccisi dalle esalazioni tossiche fuoriuscite dal loro frigorifero a causa della rottura di una guarnizione.
Einstein e Szilárd pensarono a un apparato privo di parti mobili, perché sarebbe stato eliminato il rischio di un guasto alle guarnizioni. I due scienziati esplorarono quindi le applicazioni pratiche di differenti cicli di refrigerazione. Einstein sfruttò la sua esperienza maturata quando lavorava all'Ufficio Brevetti svizzero per registrare diverse sue invenzioni in vari paesi. I due scienziati ottennero 45 brevetti per tre differenti modelli. È probabile che la maggior parte di tali invenzioni sia stata sviluppata da Szilárd, mentre si suppone che Einstein abbia contribuito principalmente come consulente per la stesura dei documenti da presentare, anche se alcuni ipotizzano che il contributo di Einstein sia andato anche oltre.
Degli apparati descritti nei brevetti furono costruite solo alcune unità dimostrative. Il brevetto più promettente venne acquistato dall'azienda svedese Electrolux per 750 dollari, ma non venne mai messo in produzione.

### Sviluppi recenti
Nel corso del 2002 e 2003 un progetto esecutivo della macchina è stato oggetto di una serie di tesi di laurea all'università di Pisa. La prima tesi, del 2002, opera di Bernardo Celata ha avuto come obiettivo la sostituzione dei fluidi frigoriferi originari del brevetto con altri più moderni e facilmente industrializzabili. Nel 2003, Mirco Simoni, sempre come tesi, ha progettato, costruito e realizzato un prototipo funzionante della macchina presso il dipartimento di energetica dell'università. Nel 2004 il lavoro è stato vincitore del premio Aicarr.
Nel settembre del 2008 all'Università di Oxford è stato attivato un progetto triennale, con a capo Malcolm McCulloch, al fine di sviluppare delle apparecchiature più robuste che potessero essere utilizzate in luoghi privi di energia elettrica; il team ha realizzato un prototipo che, migliorando il progetto iniziale e cambiando le miscele di gas utilizzate, ha permesso di quadruplicare l'efficienza. Un frigorifero simile è stato proposto da Adam Grosser in un TED Talk nel 2008, ma non è ancora in produzione.
Nel 2016 Will Broadway ha vinto il James Dyson Award per un refrigeratore per vaccini basato su tale tecnologia. La maggior parte dei vaccini richiede infatti una refrigerazione costante, cosicché la mancanza di infrastrutture in grado di mantenere correttamente la catena del freddo è uno dei problemi che rendono difficile lo svolgimento di efficaci campagne vaccinali nelle zone più disagiate.